# Walerij Sudarienkow
Walerij Wasiljewicz Sudarienkow (ros. Вале́рий Васи́льевич Сударенков, ur. 1940 we wsi Niżnije Gorki w obwodzie kałuskim) – radziecki i rosyjski polityk.

## Życiorys
Od 1963 był członkiem KPZR, 1969 skończył Wyższą Moskiewską Szkołę Techniczną im. Baumana, pracował jako inżynier w instytucjach gospodarczych w Kałudze. Od 1972 funkcjonariusz partyjny, 1979 skończył Moskiewską Wyższą Szkołę Partyjną, 1984-1986 I sekretarz Komitetu Miejskiego KPZR w Kałudze, 1986-1990 zastępca przewodniczącego Rady Ministrów Uzbeckiej SRR. Od 27 lutego 1990 do 15 sierpnia 1991 I sekretarz Komitetu Obwodowego KPZR w Kałudze, przewodniczący Kałuskiej Rady Obwodowej, od lipca 1990 do sierpnia 1991 członek KC KPZR, 1991-1993 ponownie przewodniczący Kałuskiej Rady Obwodowej. 1995-1996 przewodniczący Zgromadzenia Ustawodawczego Obwodu Kałuskiego, 1995-2000 członek Rady Federacji, 1996-2000 szef administracji obwodu kałuskiego.